# Prezydenci miast w Polsce (kadencja 2010–2014)
Prezydenci polskich miast VI kadencji zostali wybrani w wyniku bezpośrednich wyborów samorządowych na lata 2010–2014. Łącznie w wyniku tych wyborów samorządowych wybrano 107 prezydentów miast, w tym 65 w miastach na prawach powiatu.
Pierwsza tura tych wyborów odbyła się 21 listopada 2010, druga – przeprowadzana w sytuacji, gdy żaden z kandydatów w pierwszej turze nie uzyskał ponad 50% ważnie oddanych głosów – miała miejsce dwa tygodnie później, tj. 5 grudnia 2010.

## Lista prezydentów
Pogrubieniem wyróżniono imiona i nazwiska prezydentów wyłonionych w I turze wyborów.
W kolumnie % w I turze gwiazdką (*) oznaczono kandydatów, którzy zajęli II miejsce w I turze.
| Lp.  | Miasto                  | Województwo         | Prezydent   | Prezydent                | Data urodzenia            | Komitet wyborczy                                             | Kadencja | % w I turze | % w II turze |
| ---- | ----------------------- | ------------------- | ----------- | ------------------------ | ------------------------- | ------------------------------------------------------------ | -------- | ----------- | ------------ |
| 1.   | Bełchatów               | łódzkie             |             | Marek Chrzanowski        | 3 listopada 1957(dts)     | KWW Plus                                                     | 3        | 48,03       | 71,64        |
| 2.   | Będzin                  | śląskie             |             | Łukasz Komoniewski       | 25 września 1980(dts)     | Sojusz Lewicy Demokratycznej                                 | 1        | 44,52       | 56,60        |
| 3.   | Biała Podlaska          | lubelskie           |             | Andrzej Czapski          | 1 stycznia 1954(dts)      | KWW Akcja Samorządowa                                        | 4        | 38,56       | 57,37        |
| 4.   | Białystok               | podlaskie           |             | Tadeusz Truskolaski      | 10 kwietnia 1958(dts)     | Platforma Obywatelska RP                                     | 2        | 68,53       | —            |
| 5.   | Bielsko-Biała           | śląskie             |             | Jacek Krywult            | 24 lipca 1941(dts)        | KWW Jacka Krywulta                                           | 3        | 75,71       | —            |
| 6.   | Bolesławiec             | dolnośląskie        | Piotr Roman | 5 października 1962(dts) | KWW Piotra Romana         | 3                                                            | 63,93    | —           |              |
| 7.   | Bydgoszcz               | kujawsko-pomorskie  |             | Rafał Bruski             | 1 lipca 1962(dts)         | Platforma Obywatelska RP                                     | 1        | 43,28       | 59,17        |
| 8.   | Bytom                   | śląskie             |             | Piotr Koj                | 27 lutego 1962(dts)       | Platforma Obywatelska RP                                     | 2        | 37,62       | 52,93        |
| 8.   | Bytom                   | śląskie             |             | Damian Bartyla           | 3 kwietnia 1973(dts)      | KWW Referendum Bis i Damiana Bartyli                         | 1        | 37,02       | 72,56        |
| 9.   | Chełm                   | lubelskie           |             | Agata Fisz               | 13 maja 1973(dts)         | KWW Agaty Fisz „Postaw na Chełm” (członkini SLD)             | 2        | 66,68       | —            |
| 10.  | Chorzów                 | śląskie             |             | Andrzej Kotala           | 9 listopada 1962(dts)     | Platforma Obywatelska RP                                     | 1        | 21,45*      | 50,59        |
| 11.  | Ciechanów               | mazowieckie         |             | Waldemar Wardziński      | 8 czerwca 1955(dts)       | Platforma Obywatelska RP                                     | 3        | 36,61       | 64,91        |
| 12.  | Częstochowa             | śląskie             |             | Krzysztof Matyjaszczyk   | 27 maja 1974(dts)         | Sojusz Lewicy Demokratycznej                                 | 1        | 45,83       | 70,89        |
| 13.  | Dąbrowa Górnicza        | śląskie             |             | Zbigniew Podraza         | 2 grudnia 1953(dts)       | Sojusz Lewicy Demokratycznej                                 | 2        | 41,81       | 63,60        |
| 14.  | Elbląg                  | warmińsko-mazurskie |             | Grzegorz Nowaczyk        | 3 marca 1966(dts)         | Platforma Obywatelska RP                                     | 1        | 36,23       | 60,22        |
| 14.  | Elbląg                  | warmińsko-mazurskie |             | Jerzy Wilk               | 15 marca 1955(dts)        | Prawo i Sprawiedliwość                                       | 1        | 31,79       | 51,74        |
| 15.  | Ełk                     | warmińsko-mazurskie |             | Tomasz Andrukiewicz      | 6 lutego 1974(dts)        | KWW Dobro Wspólne 2010                                       | 2        | 73,72       | —            |
| 16.  | Gdańsk                  | pomorskie           |             | Paweł Adamowicz          | 2 listopada 1965(dts)     | Platforma Obywatelska RP                                     | 4        | 53,78       | —            |
| 17.  | Gdynia                  | pomorskie           |             | Wojciech Szczurek        | 1 grudnia 1963(dts)       | KWW Samorządność Komitet Wojciecha Szczurka                  | 4        | 87,39       | —            |
| 18.  | Gliwice                 | śląskie             |             | Zygmunt Frankiewicz      | 19 czerwca 1955(dts)      | KWW Koalicja dla Gliwic Zygmunta Frankiewicza                | 6        | 47,62       | 67,44        |
| 19.  | Głogów                  | dolnośląskie        |             | Jan Zubowski             | 8 listopada 1957(dts)     | KWW Jana Zubowskiego (członek PiS)                           | 2        | 51,53       | —            |
| 20.  | Gniezno                 | wielkopolskie       |             | Jacek Kowalski           | 25 lutego 1950(dts)       | Sojusz Lewicy Demokratycznej                                 | 2        | 55,11       | —            |
| 21.  | Gorzów Wielkopolski     | lubuskie            |             | Tadeusz Jędrzejczak      | 4 listopada 1955(dts)     | KWW Tadeusza Jędrzejczaka – Gorzów XXI w.                    | 4        | 57,74       | —            |
| 22.  | Grudziądz               | kujawsko-pomorskie  |             | Robert Malinowski        | 29 kwietnia 1949(dts)     | Platforma Obywatelska RP                                     | 2        | 62,41       | —            |
| 23.  | Inowrocław              | kujawsko-pomorskie  |             | Ryszard Brejza           | 13 marca 1958(dts)        | KWW Porozumienie Samorządowe                                 | 3        | 51,27       | —            |
| 24.  | Jastrzębie-Zdrój        | śląskie             |             | Marian Janecki           | 31 lipca 1963(dts)        | KWW Wspólnota Samorządowa Jastrzębia-Zdroju                  | 3        | 35,67       | 56,32        |
| 25.  | Jaworzno                | śląskie             |             | Paweł Silbert            | 7 lutego 1962(dts)        | Jaworzno Moje Miasto                                         | 3        | 64,46       | —            |
| 26.  | Jelenia Góra            | dolnośląskie        |             | Marcin Zawiła            | 6 maja 1958(dts)          | Platforma Obywatelska RP                                     | 2        | 35,46       | 54,57        |
| 27.  | Kalisz                  | wielkopolskie       |             | Janusz Pęcherz           | 6 listopada 1954(dts)     | KWW „Samorządny Kalisz”                                      | 3        | 50,98       | —            |
| 28.  | Katowice                | śląskie             |             | Piotr Uszok              | 9 października 1955(dts)  | KWW „Forum Samorządowe i Piotr Uszok”                        | 4        | 51,61       | —            |
| 29.  | Kędzierzyn-Koźle        | opolskie            |             | Tomasz Wantuła           | 9 września 1971(dts)      | KWW Tomasza Wantuły                                          | 1        | 42,69       | 64,99        |
| 30.  | Kielce                  | świętokrzyskie      |             | Wojciech Lubawski        | 22 kwietnia 1954(dts)     | KWW Porozumienie Samorządowe W. Lubawski                     | 3        | 58,66       | —            |
| 31.  | Knurów                  | śląskie             |             | Adam Rams                | 22 listopada 1956(dts)    | KWW Wspólnie dla Knurowa                                     | 3        | 80,66       | —            |
| 32.  | Kołobrzeg               | zachodniopomorskie  |             | Janusz Gromek            | 4 lipca 1956(dts)         | Platforma Obywatelska RP                                     | 2        | 47,28       | 63,92        |
| 33.  | Konin                   | wielkopolskie       |             | Józef Nowicki            | 14 sierpnia 1944(dts)     | Sojusz Lewicy Demokratycznej                                 | 1        | 28,17*      | 53,57        |
| 34.  | Koszalin                | zachodniopomorskie  |             | Piotr Jedliński          | 5 września 1966(dts)      | Platforma Obywatelska RP                                     | 1        | 44,66       | 51,16        |
| 35.  | Kraków                  | małopolskie         |             | Jacek Majchrowski        | 13 stycznia 1947(dts)     | KWW Jacka Majchrowskiego (członek SLD)                       | 3        | 40,78       | 59,55        |
| 36.  | Krosno                  | podkarpackie        |             | Piotr Przytocki          | 15 sierpnia 1957(dts)     | KWW Samorządne Krosno 2010                                   | 3        | 76,62       | —            |
| 37.  | Kutno                   | łódzkie             |             | Zbigniew Burzyński       | 1 lutego 1952(dts)        | KWW Zbigniewa Burzyńskiego                                   | 4        | 74,33       | —            |
| 38.  | Legionowo               | mazowieckie         |             | Roman Smogorzewski       | 3 maja 1972(dts)          | Platforma Obywatelska RP                                     | 4        | 77,40       | —            |
| 39.  | Legnica                 | dolnośląskie        |             | Tadeusz Krzakowski       | 25 stycznia 1957(dts)     | KWW Tadeusza Krzakowskiego (członek SLD)                     | 3        | 66,65       | —            |
| 40.  | Leszno                  | wielkopolskie       |             | Tomasz Malepszy          | 12 września 1946(dts)     | KWW Tomasza Malepszego Lewica dla Leszna (członek SLD)       | 4        | 67,40       | —            |
| 41.  | Lubin                   | dolnośląskie        |             | Robert Raczyński         | 3 kwietnia 1962(dts)      | KWW Robert Raczyński Lubin 2006                              | 4        | 72,40       | —            |
| 42.  | Lublin                  | lubelskie           |             | Krzysztof Żuk            | 21 czerwca 1957(dts)      | Platforma Obywatelska RP                                     | 1        | 31,15*      | 54,65        |
| 43.  | Łomża                   | podlaskie           |             | Mieczysław Czerniawski   | 15 lipca 1948(dts)        | Sojusz Lewicy Demokratycznej                                 | 1        | 28,55       | 60,86        |
| 44.  | Łódź                    | łódzkie             |             | Hanna Zdanowska          | 23 marca 1959(dts)        | Platforma Obywatelska RP                                     | 1        | 34,04       | 60,65        |
| 45.  | Mielec                  | podkarpackie        |             | Janusz Chodorowski       | 3 stycznia 1944(dts)      | KWW Nasz Mielec                                              | 5        | 42,51       | 61,45        |
| 46.  | Mysłowice               | śląskie             |             | Edward Lasok             | 17 września 1952(dts)     | KWW Mysłowickie Porozumienie Samorządowe                     | 1        | 39,64       | 82,45        |
| 47.  | Nowa Sól                | lubuskie            |             | Wadim Tyszkiewicz        | 15 listopada 1958(dts)    | KWW Wadim Tyszkiewicz                                        | 3        | 86,40       | —            |
| 48.  | Nowy Sącz               | małopolskie         |             | Ryszard Nowak            | 12 września 1962(dts)     | Prawo i Sprawiedliwość                                       | 2        | 60,14       | —            |
| 49.  | Olsztyn                 | warmińsko-mazurskie |             | Piotr Grzymowicz         | 11 stycznia 1954(dts)     | KWW Piotra Grzymowicza                                       | 2        | 36,32*      | 53,28        |
| 50.  | Opole                   | opolskie            |             | Ryszard Zembaczyński     | 28 czerwca 1948(dts)      | Platforma Obywatelska RP                                     | 3        | 43,15       | 51,30        |
| 51.  | Ostrołęka               | mazowieckie         |             | Janusz Kotowski          | 25 marca 1966(dts)        | Prawo i Sprawiedliwość                                       | 2        | 52,47       | —            |
| 52.  | Ostrowiec Świętokrzyski | świętokrzyskie      |             | Jarosław Wilczyński      | 26 sierpnia 1969(dts)     | „Twój Ostrowiecki Samorząd”                                  | 2        | 48,43       | 70,72        |
| 53.  | Ostrów Wielkopolski     | wielkopolskie       |             | Jarosław Urbaniak        | 7 sierpnia 1966(dts)      | Platforma Obywatelska RP                                     | 1        | 40,05       | 53,52        |
| 54.  | Oświęcim                | małopolskie         |             | Jacek Grosser            | 14 marca 1953(dts)        | KWW Oświęcimianie Oświęcimianom                              | 1        | 16,57*      | 50,36        |
| 55.  | Otwock                  | mazowieckie         |             | Zbigniew Szczepaniak     | 4 kwietnia 1957(dts)      | KWW Otwock Tworzymy Wspólnie                                 | 2        | 49,69       | 82,40        |
| 56.  | Pabianice               | łódzkie             |             | Zbigniew Dychto          | 4 kwietnia 1957(dts)      | Platforma Obywatelska RP                                     | 2        | 65,46       | —            |
| 57.  | Piekary Śląskie         | śląskie             |             | Stanisław Korfanty       | 12 listopada 1957(dts)    | KWW Stanisława Korfantego                                    | 3        | 54,19       | —            |
| 58.  | Piła                    | wielkopolskie       |             | Piotr Głowski            | 22 lipca 1967(dts)        | Platforma Obywatelska RP                                     | 1        | 50,70       | —            |
| 59.  | Piotrków Trybunalski    | łódzkie             |             | Krzysztof Chojniak       | 10 listopada 1966(dts)    | KWW Krzysztofa Chojniaka Razem dla Piotrkowa                 | 2        | 55,28       | —            |
| 60.  | Płock                   | mazowieckie         |             | Andrzej Nowakowski       | 23 października 1971(dts) | Platforma Obywatelska RP                                     | 1        | 26,56*      | 52,34        |
| 61.  | Poznań                  | wielkopolskie       |             | Ryszard Grobelny         | 17 kwietnia 1963(dts)     | KWW Ryszarda Grobelnego                                      | 4        | 49,52       | 66,26        |
| 62.  | Pruszków                | mazowieckie         |             | Jan Starzyński           | 4 lutego 1955(dts)        | KWW Samorządowe Porozumienie Pruszkowskie                    | 4        | 50,48       | —            |
| 63.  | Przemyśl                | podkarpackie        |             | Robert Choma             | 24 czerwca 1963(dts)      | KWW Roberta Chomy Regia Civitas                              | 3        | 52,15       | —            |
| 64.  | Puławy                  | lubelskie           |             | Janusz Grobel            | 21 września 1949(dts)     | Stowarzyszenie „Porozumienie Samorządowe Prawicy Puławskiej” | 5        | 68,30       | —            |
| 65.  | Racibórz                | śląskie             |             | Mirosław Lenk            | 12 sierpnia 1958(dts)     | Platforma Obywatelska RP                                     | 2        | 53,76       | —            |
| 66.  | Radom                   | mazowieckie         |             | Andrzej Kosztowniak      | 31 marca 1976(dts)        | Prawo i Sprawiedliwość                                       | 2        | 47,14       | 60,14        |
| 67.  | Radomsko                | łódzkie             |             | Anna Milczanowska        | 18 lipca 1958(dts)        | Forum Samorządowo-Gospodarcze                                | 2        | 43,20       | 60,50        |
| 68.  | Ruda Śląska             | śląskie             |             | Grażyna Dziedzic         | 28 października 1954(dts) | KWW „Porozumienie dla Rudy Śląskiej”                         | 1        | 30,89*      | 50,45        |
| 69.  | Rybnik                  | śląskie             |             | Adam Fudali              | 7 marca 1951(dts)         | Adam Fudali Blok Samorządowy Rybnik                          | 4        | 49,38       | 56,63        |
| 70.  | Rzeszów                 | podkarpackie        |             | Tadeusz Ferenc           | 10 lutego 1940(dts)       | KWW Tadeusza Ferenca „Rozwój Rzeszowa” (członek SLD)         | 3        | 53,25       | —            |
| 71.  | Siedlce                 | mazowieckie         |             | Wojciech Kudelski        | 24 maja 1948(dts)         | Prawo i Sprawiedliwość                                       | 2        | 58,08       | —            |
| 72.  | Siemianowice Śląskie    | śląskie             |             | Jacek Guzy               | 24 marca 1964(dts)        | KWW Jacek Guzy i Forum Samorządowe                           | 2        | 52,12       | —            |
| 73.  | Sieradz                 | łódzkie             |             | Jacek Walczak            | 3 lipca 1965(dts)         | Platforma Obywatelska RP                                     | 2        | 40,57       | 64,56        |
| 74.  | Skarżysko-Kamienna      | świętokrzyskie      |             | Roman Wojcieszek         | 9 kwietnia 1953(dts)      | KWW Romana Wojcieszka                                        | 2        | 52,76       | —            |
| 75.  | Skierniewice            | łódzkie             |             | Leszek Trębski           | 7 maja 1962(dts)          | KWW Leszka Trębskiego Forum                                  | 2        | 36,99       | 54,70        |
| 76.  | Słupsk                  | pomorskie           |             | Maciej Kobyliński        | 18 marca 1944(dts)        | KWW Macieja Kobylińskiego (członek SLD)                      | 3        | 38,98       | 50,54        |
| 77.  | Sopot                   | pomorskie           |             | Jacek Karnowski          | 16 sierpnia 1963(dts)     | KWW Samorządność Sopot                                       | 4        | 42,50       | 51,44        |
| 78.  | Sosnowiec               | śląskie             |             | Kazimierz Górski         | 28 lutego 1959(dts)       | Sojusz Lewicy Demokratycznej                                 | 3        | 39,66       | 53,31        |
| 79.  | Stalowa Wola            | podkarpackie        |             | Andrzej Szlęzak          | 14 grudnia 1962(dts)      | KWW Andrzeja Szlęzaka                                        | 3        | 44,76       | 63,11        |
| 80.  | Starachowice            | świętokrzyskie      |             | Wojciech Bernatowicz     | 21 maja 1973(dts)         | KWW Forum 2010 (członek PiS)                                 | 2        | 64,13       | —            |
| 80.  | Starachowice            | świętokrzyskie      |             | Sylwester Kwiecień       | 25 grudnia 1961(dts)      | Sojusz Lewicy Demokratycznej                                 | 2        | 30,06       | 51,90        |
| 81.  | Stargard Szczeciński    | zachodniopomorskie  |             | Sławomir Pajor           | 16 lutego 1959(dts)       | KWW Sławomira Pajora – Stargard XXI                          | 3        | 61,76       | —            |
| 82.  | Starogard Gdański       | pomorskie           |             | Edmund Stachowicz        | 28 lutego 1948(dts)       | KWW Edmunda Stachowicza (członek SLD)                        | 2        | 41,56       | 53,83        |
| 83.  | Suwałki                 | podlaskie           |             | Czesław Renkiewicz       | 25 maja 1960(dts)         | KWW Suwałki – Wizja Gajewskiego                              | 1        | 71,29       | —            |
| 84.  | Szczecin                | zachodniopomorskie  |             | Piotr Krzystek           | 5 lutego 1973(dts)        | KWW Piotra Krzystka Szczecin dla Pokoleń                     | 2        | 26,55       | 61,42        |
| 85.  | Świdnica                | dolnośląskie        |             | Wojciech Murdzek         | 13 grudnia 1957(dts)      | KWW Wspólnota Samorządowa                                    | 3        | 47,01       | 59,77        |
| 86.  | Świętochłowice          | śląskie             |             | Dawid Kostempski         | 9 maja 1979(dts)          | Platforma Obywatelska RP                                     | 1        | 26,46       | 54,89        |
| 87.  | Świnoujście             | zachodniopomorskie  |             | Janusz Żmurkiewicz       | 25 lipca 1948(dts)        | Sojusz Lewicy Demokratycznej                                 | 3        | 59,53       | —            |
| 88.  | Tarnobrzeg              | podkarpackie        |             | Norbert Mastalerz        | 31 marca 1972(dts)        | KWW Tarnobrzeska Lewica                                      | 1        | 42,03       | 60,08        |
| 89.  | Tarnów                  | małopolskie         |             | Ryszard Ścigała          | 21 stycznia 1958(dts)     | Platforma Obywatelska RP                                     | 2        | 61,72       | —            |
| 90.  | Tczew                   | pomorskie           |             | Mirosław Pobłocki        | 8 marca 1962(dts)         | Porozumienie na Plus                                         | 1        | 39,32       | 66,72        |
| 91.  | Tomaszów Mazowiecki     | łódzkie             |             | Rafał Zagozdon           | 4 lutego 1961(dts)        | KWW Forum Samorządowo-Ludowe 2010                            | 2        | 24,63       | 53,34        |
| 92.  | Toruń                   | kujawsko-pomorskie  |             | Michał Zaleski           | 14 lipca 1952(dts)        | KWW Michała Zaleskiego Czas Gospodarzy                       | 3        | 65,59       | —            |
| 93.  | Tychy                   | śląskie             |             | Andrzej Dziuba           | 1 grudnia 1956(dts)       | KWW Prezydenta Andrzeja Dziuby                               | 4        | 55,94       | —            |
| 94.  | Wałbrzych               | dolnośląskie        |             | Piotr Kruczkowski        | 10 kwietnia 1962(dts)     | Platforma Obywatelska RP                                     | 3        | 24,70*      | 50,59        |
| 94.  | Wałbrzych               | dolnośląskie        |             | Roman Szełemej           | 27 lutego 1960(dts)       | KWW Romana Szełemeja                                         | 1        | 60,35       | —            |
| 95.  | Warszawa                | mazowieckie         |             | Hanna Gronkiewicz-Waltz  | 4 listopada 1952(dts)     | Platforma Obywatelska RP                                     | 2        | 53,67       | —            |
| 96.  | Wejherowo               | pomorskie           |             | Krzysztof Hildebrandt    | 6 grudnia 1953(dts)       | KWW Wolę Wejherowo                                           | 4        | 56,67       | —            |
| 97.  | Włocławek               | kujawsko-pomorskie  |             | Andrzej Pałucki          | 10 listopada 1949(dts)    | Sojusz Lewicy Demokratycznej                                 | 2        | 46,93       | 61,25        |
| 98.  | Wodzisław Śląski        | śląskie             |             | Mieczysław Kieca         | 31 lipca 1979(dts)        | KWW Nasz Wodzisław (członek PO)                              | 2        | 40,61       | 51,40        |
| 99.  | Wrocław                 | dolnośląskie        |             | Rafał Dutkiewicz         | 6 lipca 1959(dts)         | KWW Rafała Dutkiewicza                                       | 3        | 71,63       | —            |
| 100. | Zabrze                  | śląskie             |             | Małgorzata Mańka-Szulik  | 11 sierpnia 1955(dts)     | KWW Małgorzaty Mańki-Szulik                                  | 2        | 75,68       | —            |
| 101. | Zamość                  | lubelskie           |             | Marcin Zamoyski          | 30 października 1947(dts) | KWW Marcina Zamoyskiego                                      | 4        | 60,76       | —            |
| 102. | Zawiercie               | śląskie             |             | Ryszard Mach             | 15 marca 1946(dts)        | KWW Niezależna Alternatywa Wyborcza Wspólnie dla Zawiercia   | 2        | 34,80       | 53,82        |
| 103. | Zduńska Wola            | łódzkie             |             | Piotr Niedźwiecki        | 11 października 1956(dts) | KWW Forum Dobrej Woli                                        | 2        | 32,92       | 57,38        |
| 104. | Zgierz                  | łódzkie             |             | Iwona Wieczorek          | 7 czerwca 1967(dts)       | Polskie Stronnictwo Ludowe                                   | 1        | 23,51*      | 53,76        |
| 105. | Zielona Góra            | lubuskie            |             | Janusz Kubicki           | 31 grudnia 1969(dts)      | Sojusz Lewicy Demokratycznej                                 | 2        | 64,87       | —            |
| 106. | Żory                    | śląskie             |             | Waldemar Socha           | 21 listopada 1962(dts)    | KWW Żorskie Porozumienie i Waldemar Socha                    | 4        | 59,26       | —            |
| 107. | Żyrardów                | mazowieckie         |             | Andrzej Wilk             | 9 października 1973(dts)  | Platforma Obywatelska RP                                     | 2        | 43,56       | 55,01        |

## Zmiany na stanowiskach w trakcie kadencji
Wałbrzych
Piotr Kruczkowski zrezygnował ze stanowiska prezydenta Wałbrzycha w związku z orzeczeniem sądu w Świdnicy unieważniającym wyniki II tury wyborów prezydenckich. Sąd uznał, że dochodziło do przypadków kupna głosów, co wpłynęło na wynik wyborów. Pełniącym funkcję prezydenta z nominacji premiera Donalda Tuska został Roman Szełemej, wybrany 7 sierpnia 2011 w pierwszej turze wyborów przedterminowych na nowego prezydenta.
Bytom
Piotr Koj został odwołany ze stanowiska prezydenta Bytomia w wyniku referendum lokalnego przeprowadzonego 17 czerwca 2012. Pełniącą funkcję prezydenta z nominacji premiera Donalda Tuska została Halina Bieda. Damian Bartyla został wybrany 30 września 2012 w drugiej turze wyborów przedterminowych na nowego prezydenta pokonując Halinę Biedę.
Elbląg
Grzegorz Nowaczyk został odwołany ze stanowiska prezydenta Elbląga w wyniku referendum lokalnego przeprowadzonego 14 kwietnia 2013. Pełniącym funkcję prezydenta z nominacji premiera Donalda Tuska został Marek Bojarski. Jerzy Wilk został wybrany 7 lipca 2013 w drugiej turze wyborów przedterminowych na nowego prezydenta pokonując Elżbietę Gelert.
Starachowice
Wojciech Bernatowicz został odwołany ze stanowiska prezydenta Starachowic uchwałą rady miasta w związku z uprawomocnieniem się wyroku 3,5 roku pozbawienia wolności za korupcję. Pełniącą funkcję prezydenta z nominacji premiera Donalda Tuska została Bożena Szczypiór. Sylwester Kwiecień został wybrany 11 maja 2014 w drugiej turze wyborów przedterminowych na nowego prezydenta pokonując Andrzeja Prusia.